# Pedicularis lunaris
Pedicularis lunaris är en snyltrotsväxtart som beskrevs av Takenoshin Nakai. Pedicularis lunaris ingår i släktet spiror, och familjen snyltrotsväxter. Inga underarter finns listade i Catalogue of Life.